# Célio Ferreira dos Santos
Célio Ferreira dos Santos hay đơn giản Célio (sinh ngày 20 tháng 7 năm 1987) là một cầu thủ bóng đá người Brasil thi đấu ở vị trí trung vệ cho câu lạc bộ Persija Jakarta ở Giải bóng đá vô địch quốc gia Indonesia.

## Danh hiệu

### Câu lạc bộ
SCG Muangthong United
- Cúp Liên đoàn Bóng đá Thái Lan (1): 2017
- Giải bóng đá vô địch các câu lạc bộ sông Mê Kông (1): 2017